# Kerlingarfoss
Der Kerlingarfoss ist ein Wasserfall auf der Halbinsel Snæfellsnes im Westen von Island.
Der Fosslækur (isl. Wasserfallbach) fällt am Ausgang des Fossgils um 60 Meter in die Tiefe, mündet in die Laxá á Breið und fließt dann nach Norden östlich des Ortes Rif in den Breiðafjörður. Über den Útenesvegur (Straße 574) kommt man in dieses Gebiet. Der Kerlingarfoss liegt nur 650 m östlich vom Svöðufoss und ist etwa 1,3 km von der Straße entfernt.
In Island gibt es noch weitere Wasserfälle mit dem Namen Kerlingarfoss.